# NGC 1692
NGC 1692 est une très vaste et lointaine galaxie lenticulaire située dans la constellation de l'Éridan. NGC 1692 a été découverte par l'astronome américain Ormond Stone en 1876.

## Caractéristiques
Sa vitesse par rapport au fond diffus cosmologique est de 10 593 ± 35 km/s, ce qui correspond à une distance de Hubble de 156 ± 11 Mpc (∼509 millions d'al).
NGC 1692 est une galaxie LINER, c'est-à-dire une galaxie dont le noyau présente un spectre d'émission caractérisé par de larges raies d'atomes faiblement ionisés. De plus, c'est une radiogalaxie à large raie d’émission (WLRG). Selon la base de données Simbad, NGC 1692 est une galaxie à noyau actif.